# 전창복
전창복(全昌復,? ~ )은 조선민주주의인민공화국의 군인 겸 정치인이다. 군인 계급은 조선인민군 육군 상장이다. 2012년 기준으로, 조선로동당 중앙위원회 위원이다.

## 경력
1998.8,군 소장
,2003.8.3,최고인민회의 제11기 대의원(제676호 선거구)
,2006.2,군 중장,
인민군 중장을 거쳐, 2010년 4월 14일 김일성 생일을 하루 앞두고 조선 인민군 상장으로 진급했다. 2010년 9월에 열린 조선로동당 대표 회의에서 조선로동당 중앙위원회 정치국 위원으로 선출되었다. 2011년 8월, 인민군 후방부문 대표단장 자격으로 중국을 방문하여 중국 국방부장 량광례와 담화를 가졌다.

## 기타
2011년 12월 김정일 사망 당시에 국가 장의위원회 위원을 맡았다.